# 애플 공공 소스 라이선스
애플 공공 소스 라이선스(영어: Apple Public Source License)은 애플의 다윈 운영체제에서 시작하여 애플 전용 소프트웨어를 위한 전용 오픈 소스 및 자유 소프트웨어 라이센스이다. 이 라이센스는 다윈이 창안했던 지역 사회를 더 깊이 참여시키기 위해 만들어졌다.
첫번째 버전(1.0)은 오픈 소스 이니셔티브(OSI)에서 승인을 받았다. 이후 2003년 7월 29일에 발표된 버전 두번째 버전(2.0)은 자유 소프트웨어 재단(FSF)에서 자유 소프트웨어 라이센스로 승인을 받았고, 개발자가 이 라이센스의 적용을 받는 프로젝트에서 작업하는 것이 허용되는 라이센스이다. 그러나 FSF는 부분 카피 레프트가 GNU 일반 공중 사용 허가서(GPL)와 호환되지 않고, 전적으로 독점 소프트웨어로 발표 된 파일과 연결될 수 있기 때문에 개발자들은 이 라이센스 하에 새 프로젝트를 출시해서는 안된다고 권고한다. 따라서 이 라이센스는 원본 소스의 파생물이 외부 적으로 배포되는 경우 해당 소스를 사용할 수 있도록 해야 한다고 요구를 한다. 그래서 FSF은 요구 사항을 GNU Affero 일반 공중 사용 허가서 (GNU Affero General Public License)에서 유사한 요구 사항과 비교를 한다.
이후 애플의 많은 소프트웨어 릴리스가 Bonjour Zeroconf 스택과 같이 자유로운 Apache 라이센스하에 재 라이센스가 되었다.

## 적용된 소프트웨어
- 오픈Pay
- XNU
- XQuartz